# Kaspij Aqtau
Der FK Kaspij Aqtau (russisch Футбольный клуб Каспий Актау) ist ein kasachischer Fußballverein aus Aqtau.

## Geschichte

### Namensentwicklung
1979 als Trud Schewtschenko (Труд Шевченко) gegründet, wurde das Team 1990 in FK Aqtau (ФК Актау) umbenannt. Nach drei Jahren wurde der Verein in Munaischy Aqtau (Мунайши Актау). Im Jahre 2001 erfolgte eine erneute Umbenennung in Mangystau Aqtau (Мангыстау Актау). Den heutigen Namen trägt die Mannschaft seit 2002.

### Kasachische Meisterschaft
Momentan spielt die Mannschaft in der zweiten kasachischen Liga, wobei das Team fünf Spielzeiten an der kasachischen Premjer-Liga teilgenommen hatte und in der Saison 1996 mit dem vierten Platz das bis jetzt bestes Ergebnis erzielt hatte.

## Stadion
Seine Heimspiele trägt der Verein im Schastar Stadion aus. Das Stadion bietet Platz für 3.500 Zuschauer.

## Erfolge
Meister der Ersten Liga: 1994

## Spieler
- Iwan Jaremtschuk (1996)
- Serhij Tkatschuk
- Murat Sujumaghambetow (2000–2002)
- Farchadbek Irismetow (2001)
- Eduard Sergienko (2002)
- Sergei Gridin (2009)
- Serge Nyuiadzi (2020)
- David Qarayev (2021)
- Ruslan Mingazow (2021)

## Trainer
- Gurban Berdiýew (1996)